# Classificazione UIC
La Classificazione UIC descrive il rodiggio di locomotive, unità multiple e tram. È stata creata dalla Union internationale des chemins de fer (UIC) "Leaflet 650 – Standard designation of axle arrangement on locomotives and multiple-unit sets". Nel Regno Unito viene usata una classificazione simile. Negli USA è usata la classificazione AAR.
È un sistema più versatile della notazione Whyte, con meno varianti per il layout delle locomotive e contando gli assi anziché le ruote. Alcune locomotive non possono essere classificate con la notazione Whyte, ma con la classificazione UIC diventa semplice.

## Classificazione tedesca
La classificazione UIC è nota anche come "classificazione tedesca".

## Regno Unito
Nel Regno Unito è stato usato da sempre la notazione Whyte per locomotive a vapore. La Southern Railway (Gran Bretagna) usava un sistema modificato UIC: Oliver Bulleid, ingegnere capo, numerava le 4-6-2 Battle of Britain class Pacifics 21C XXX, riferendosi agli assi di guida, assi di rimorchio e assi trainanti, UIC classification 2′C1′, Whyte 4-6-2.

## Struttura
1. Il numero ed il tipo degli assi determina il rodiggio.
2. Il conteggio deve avvenire iniziando dalla parte anteriore della motrice, nel caso di locomotive elettriche o diesel si considera la parte anteriore quella dal lato della cabina contrassegnata come “A”, “1” o “I”.
3. Un carattere numerico indica il numero assi portanti montati in un unico telaio (telaio della locomotiva, telaio secondario o carrello). Se il carrello o il telaio secondario possono ruotare rispetto all'asse longitudinale del rotabile il carattere numerico è seguito dal carattere “ ' ” (apostrofo).
4. Una lettera maiuscola determina il numero degli assi motori dello stesso tipo connessi meccanicamente fra loro (bielle o ingranaggi), montati in un unico telaio (telaio della locomotiva telaio secondario o carrello). Se il carrello o il telaio secondario possono ruotare rispetto all'asse longitudinale del rotabile la lettera maiuscola è seguita dal carattere “ ' ” (apostrofo) in posizione di apice. Se gli assi motori dello stesso tipo non sono connessi meccanicamente fra loro, bensì mossi ciascuno da uno o più motori, la lettera maiuscola è seguita dal carattere “ o “ (zero).
5. Le precedenti notazioni (lettere e numeri) chiuse fra parentesi tonde indicano un telaio secondario che unisce sia assi motori che assi portanti.
6. Se il rotabile è composto da più' unità separabili ed autonome, l'indicazione di ognuna è separata dal segno “ + “.
7. Lo stesso sistema di notazione vale anche per i tender facendo seguire ai caratteri alfanumerici la lettera “T” ed un numero che indica la capacità d'acqua espressa in metri cubi. Per le locotender si aggiunge la lettera “t”
8. Una lineetta orizzontale sovrastante l'indicazione del gruppo dovrebbe indicare un carrello in posizione intermedia a due semicasse. Questa notazione viene praticamente sempre omessa per semplicità tipografica.
9. Per le locomotive a vapore, al rodiggio della locomotiva si può aggiungere, per indicare il numero dei cilindri motore, la lettera "n" per le locomotive a vapore saturo o “h” per le locomotive a vapore surriscaldato seguita dal numero dei cilindri.

Nelle locomotive moderne lo schema più comune è Bo′Bo′ e Co′Co′.

## Esempi
(A1A)(A1A)
due carrelli o assieme di ruote sotto l'unità. Ogni carrello ha un asse trainante, uno passivo, e uno o più trainanti. Ogni assale trainante è pilotato da motori.
D′Dh4vtG
Nessun assale di guida, quattro assali trainanti in carrello, quattro assali trainanti montati su telaio (Locomotiva Mallet), vapore surriscaldato, motore a quattro cilindri, compound (doppia espansione vapore), locomotiva-tender, per treni merci.